# Mathieu de Bourbon
Mathieu de Bourbon dit le Grand Bâtard de Bourbon, né, probablement, vers 1462 dans le Forez et mort en 1505 au château de Chambéon, est un bâtard princier et un militaire français de la fin du Moyen Âge et du début de la Renaissance qui servit sous les rois Charles VIII et Louis XII. Seigneur de Bouthéon et baron de la Roche-en-Régnier, il fut également gouverneur et amiral de Guyenne, maréchal et sénéchal du Bourbonnais et peut-être gouverneur de Picardie.
Il est l'aîné des bâtards du duc Jean II de Bourbon et de Marguerite de Bruant (ou Brunant). Il n'eut pas de descendance.

## Biographie
Mathieu passa probablement son enfance au château de Bouthéon que son père, le duc de Bourbon, avait acheté en 1462, sans doute pour y accueillir justement cet enfant naturel et sa mère.
En 1486, Jean II de Bourbon donna à son fils la seigneurie de Bouthéon, puis celle de Roche-en-Régnier, qu'il érigea en baronnie. En 1490, après la mort prématurée de son oncle Pierre, bâtard de Bourbon lui-aussi, la terre du Bois-d'Oingt lui fut cédée.
Toujours en 1486, son père, le duc de Bourbon, le nomma également lieutenant général d'une compagnie de cent lances.
Par la suite, Mathieu devint capitaine d'une bande de cinquante puis cent lances des ordonnances du roi.
Mathieu fut nommé capitaine-châtelain de Cervières vers 1486 puis de Bourbon-l'Archambault en 1492. Enfin, selon les comptes de 1503, il était capitaine de Château Trompette (Bordeaux) pour 100 livres de gages.
À Bouthéon, qui était son séjour ordinaire, il fit superbement reconstruire le château. On peut encore y avoir aujourd'hui, sculptés en plusieurs endroits, l'initiale M ainsi que des pots à feu, une des devises des Bourbons depuis Charles Ier.

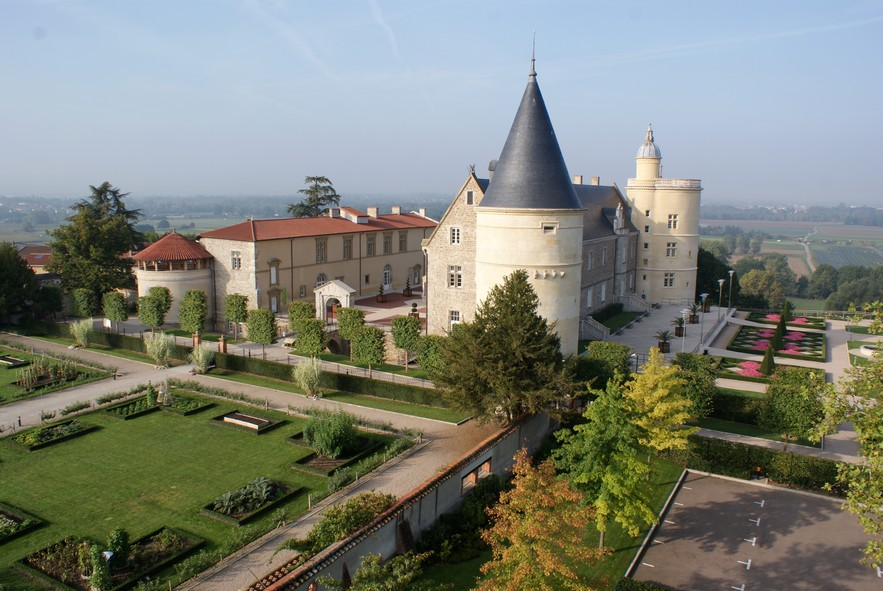
Château de Bouthéon.
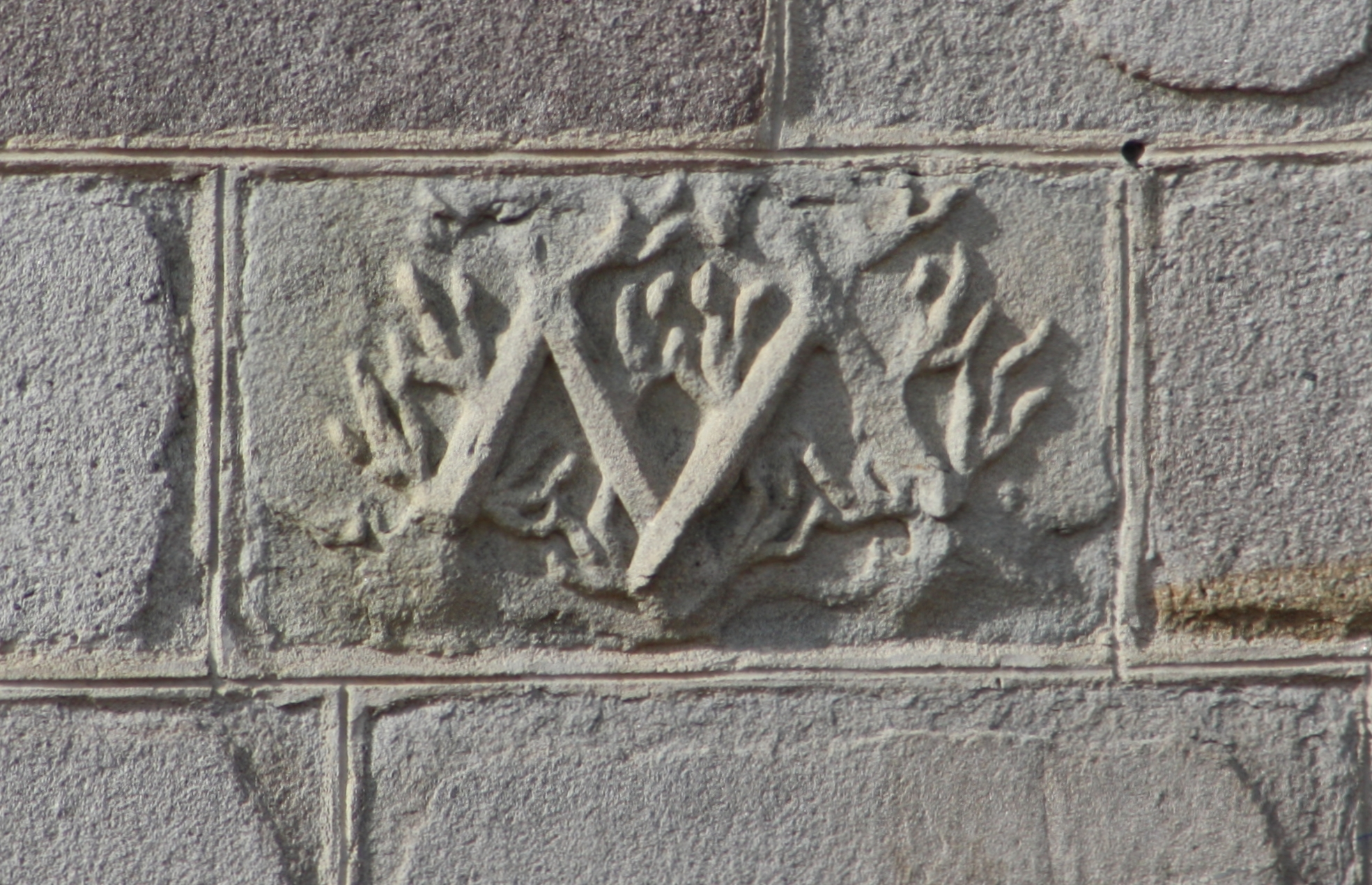
Monogramme de Mathieu (Château de Bouthéon).
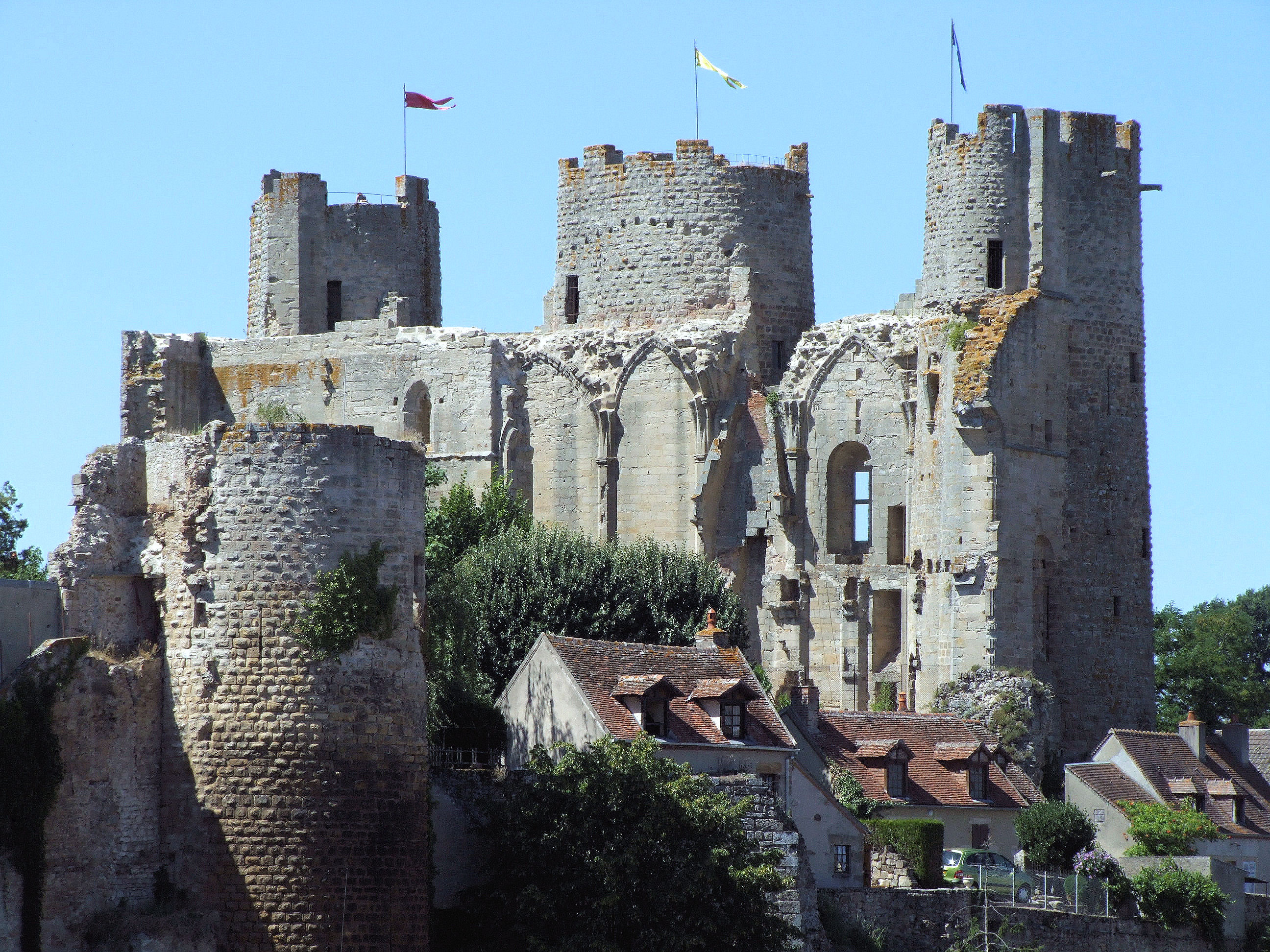
Ruines du château de Bourbon-l'Archambault.
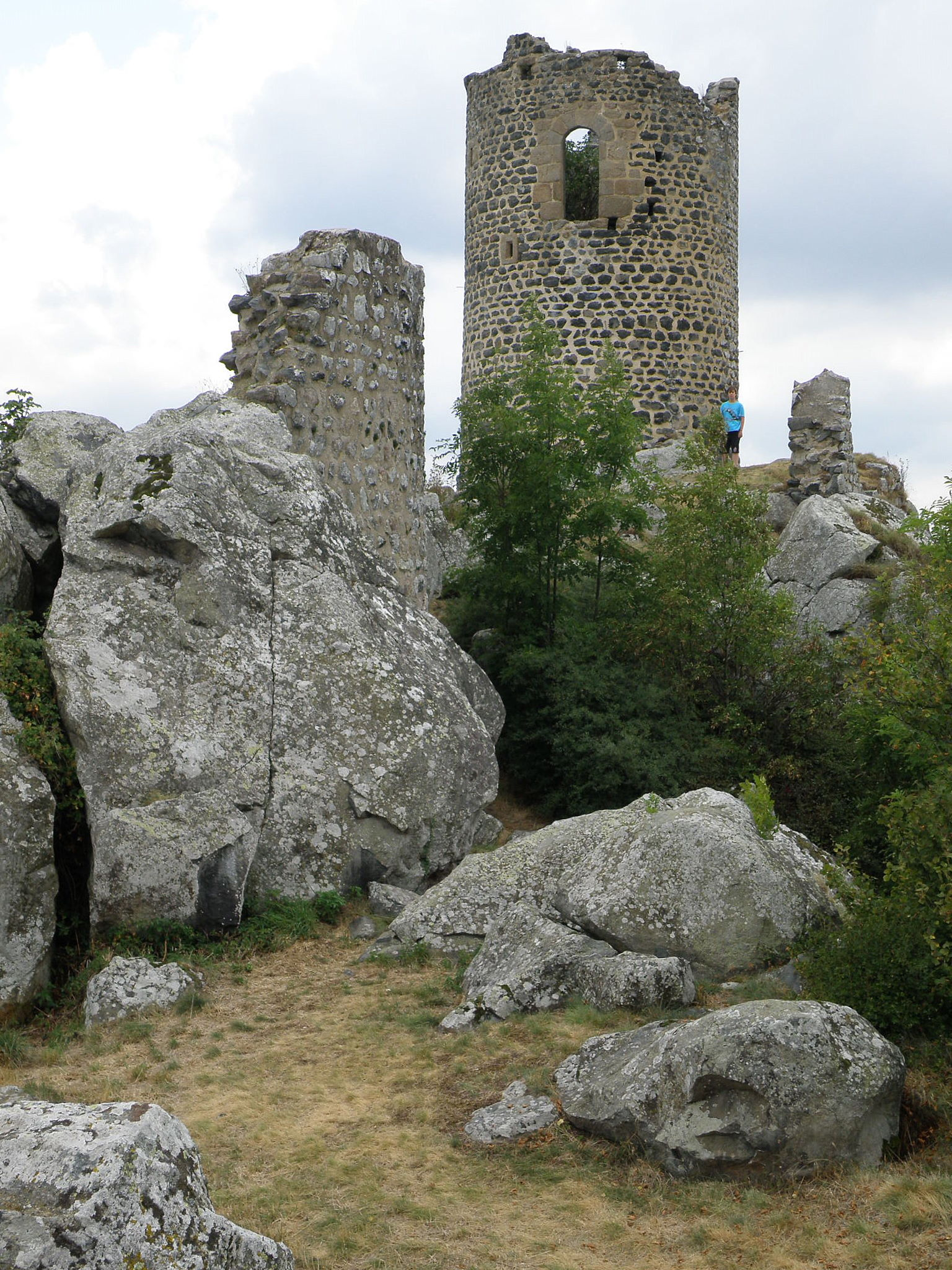
Château de Roche-en-Régnier.

Philippe de Commynes le considérait comme un grand chevalier, vaillant combattant, jouteur hors pair, amateur de faits d'armes héroïques. Il pouvait néanmoins être violent et emporté, encourant la disgrâce royale pour avoir publiquement giflé l'évêque de Saint-Malo, Guillaume Briçonnet.
Vers 1488-1489, il eut aussi des démêlés avec le cardinal d'Orange, Pierre Carré. Il le soupçonnait notamment d'avoir extorqué de l'argent à son père, dont il était le confesseur.
Il fit défenestrer également un certain Jean Berry, qu'il accusait d'avoir ensorcelé son père, le duc Jean, dont il était l'un des secrétaires et le conseiller favori.
Les rois Charles VIII et Louis XII en firent leur conseiller et chambellan.

### Frère d'armes de Charles VIII

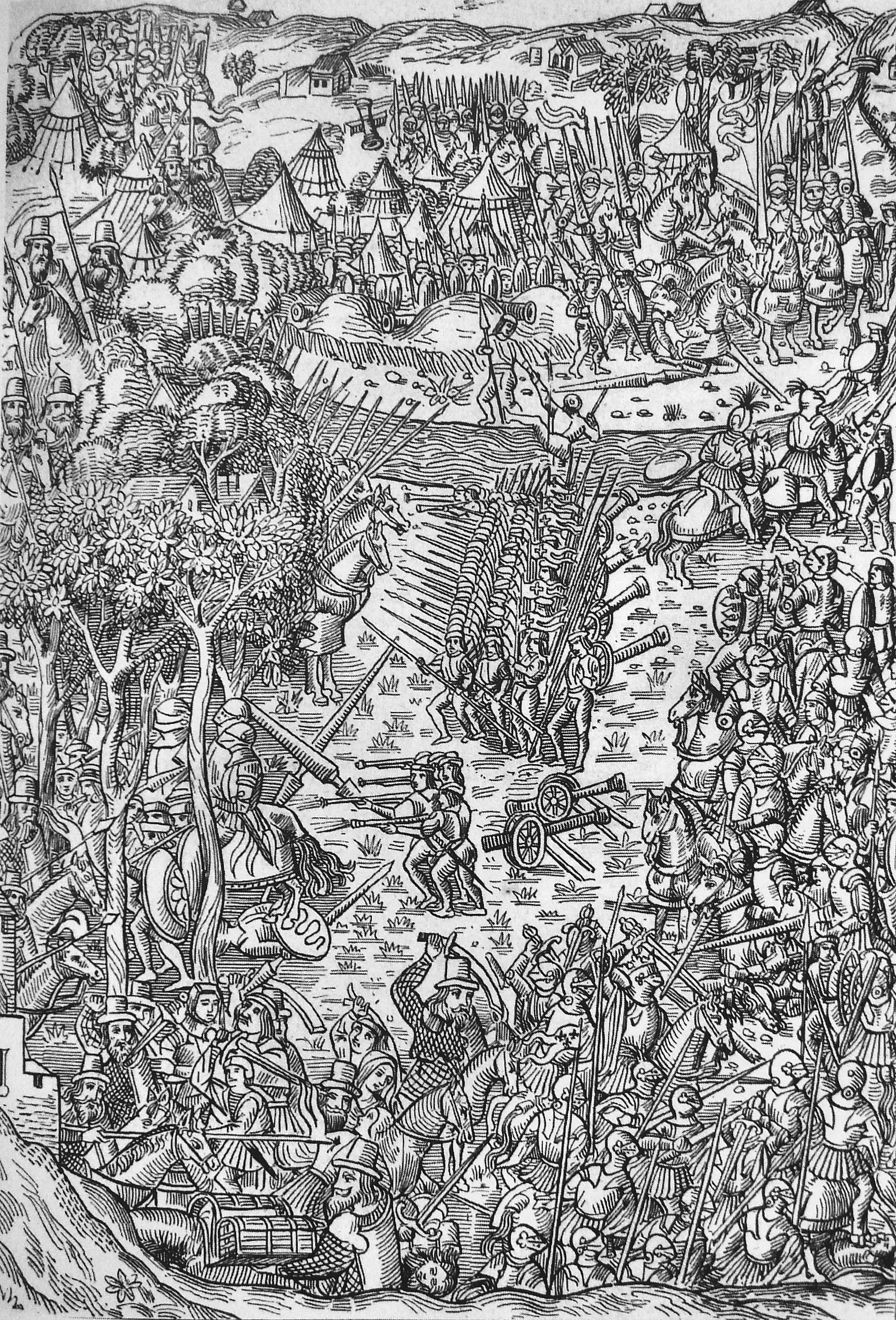
Bataille de Fornoue, 6 juillet 1495.

Sous Charles VIII (1483-1498), Mathieu se distingua pendant la guerre folle, d'une part lors de la bataille de Béthune en 1487 aux côtés du maréchal d'Esquerdes et, d'autre part, lors de la Bataille de Saint-Aubin-du-Cormier en 1488 où il se trouvait à l'avant-garde.
Lors de son expédition napolitaine de 1494, le roi lui fit l'honneur de le choisir parmi les huit frères d'armes qui devaient l'accompagner. Ces nouveaux Neuf Preux étaient vêtus et équipés par le roi lui-même et portaient ses couleurs. Le Grand Bâtard en était le premier après le souverain. C'est ainsi que lors de la bataille de Fornoue, en 1495, il sauva le roi et poursuivit ses ennemis avant d'être fait prisonnier par les armées de la Ligue de Venise avec, à leur tête, le marquis François II de Mantoue. Pour obtenir sa libération, il fallut l'intervention de son oncle, le duc Pierre II de Bourbon, et d'un cousin, le comte Gilbert de Montpensier, par ailleurs beau-frère du marquis de Mantoue, son geôlier. Mathieu fut échangé contre un beau cheval blanc de race turque que le marquis de Mantoue avait perdu à Fornoue et que le roi fit revêtir d'un drap d'or,. Mathieu revint en France en fin d'année 1495. En récompense, Charles VIII lui donna la charge d'amiral de Guyenne (1495-1503) et le fit aussi gouverneur et capitaine général de cette province où il avait une compagnie de cinquante lances sous ses ordres.
Lorsque Charles VIII meurt, à 27 ans, le 7 avril 1498, au château d'Amboise, après avoir violemment heurté du front un linteau de pierre de la galerie Hacquelebac, en allant assister à une partie de jeu de paume, c'est dans les bras de Mathieu de Bourbon et d'Adrien de Montberon que le roi tombe à la renverse.

### Au service de Louis XII et du Bourbonnais
Sous Louis XII (1498-1515), Mathieu participa également à la deuxième Guerre d'Italie : il fit notamment partie du cortège lors de l'entrée du roi dans Milan, le 6 octobre 1499, et, en janvier 1500, il laissa son lieutenant, le seigneur Mauvoisin, et 50 de ses lances en garnison dans le duché, sous le commandement de Louis II de La Trémoille. En 1498, il fut nommé gouverneur de Picardie, selon certaines sources.
En 1503, il fut nommé maréchal et sénéchal du Bourbonnais par sa tante, la duchesse de Bourbon, Anne de France. Cette charge était auparavant détenue par son demi-frère bâtard, Charles de Bourbon-Lavedan. Cette même année, il figura également parmi les exécuteurs testamentaires de son oncle, le duc Pierre II.
Mathieu meurt en 1505 dans le Forez, au château de Chambéon. Il fut enterré dans la Collégiale Notre-Dame-d'Espérance de Montbrison, au pied de la chapelle de Berry qu'il avait fait bâtir en repentance du meurtre du secrétaire de son père.
Mathieu portait les armes des ducs de Bourbon (Bourbon ancien) mises en bande sur un écu d'argent, avec un phénix essorant d'un brasier (de couleurs inconnues) pour cimier. Sur son sceau, dont la matrice a été retrouvée à Culan à la fin du XIXe siècle, on peut lire en minuscules gothiques la légende :  S(ceau de). Mathieu. gra(n)t. bastard. de Bourbon. s(eigneur). de. Boutheon.

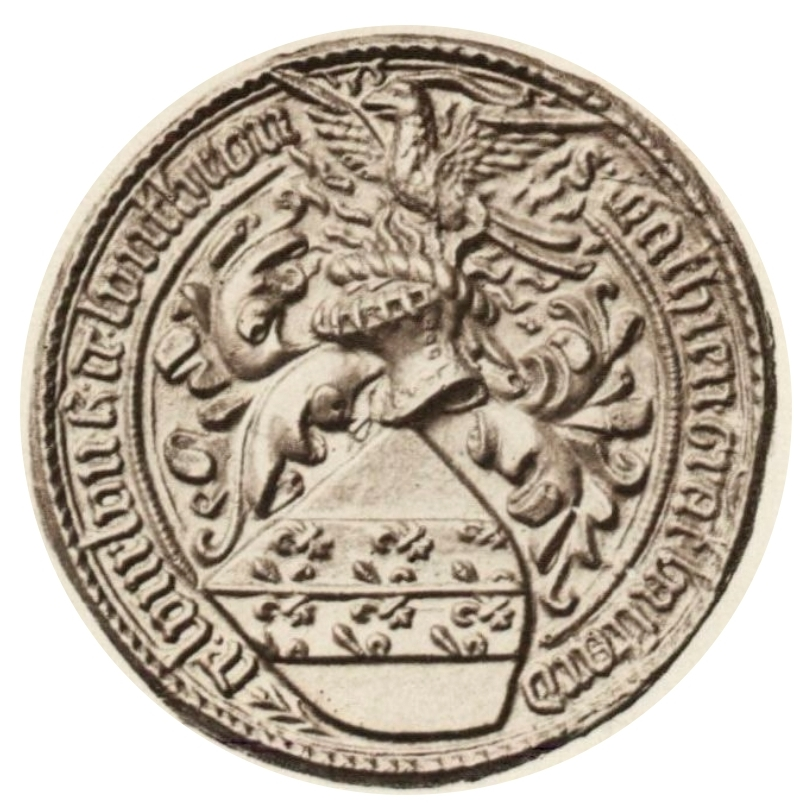
Sceau de Mathieu.
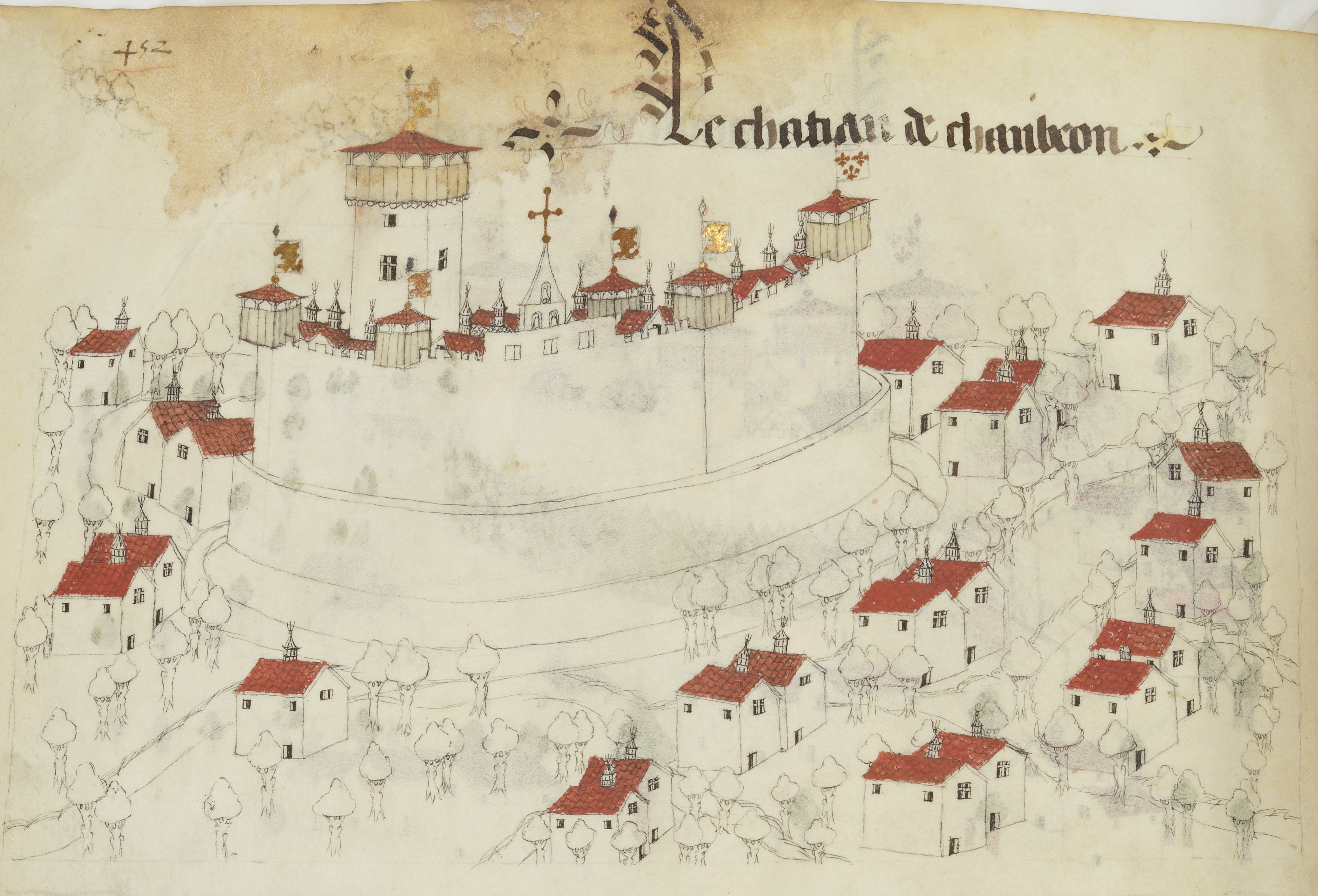
Château de Chambéon au XVe siècle.
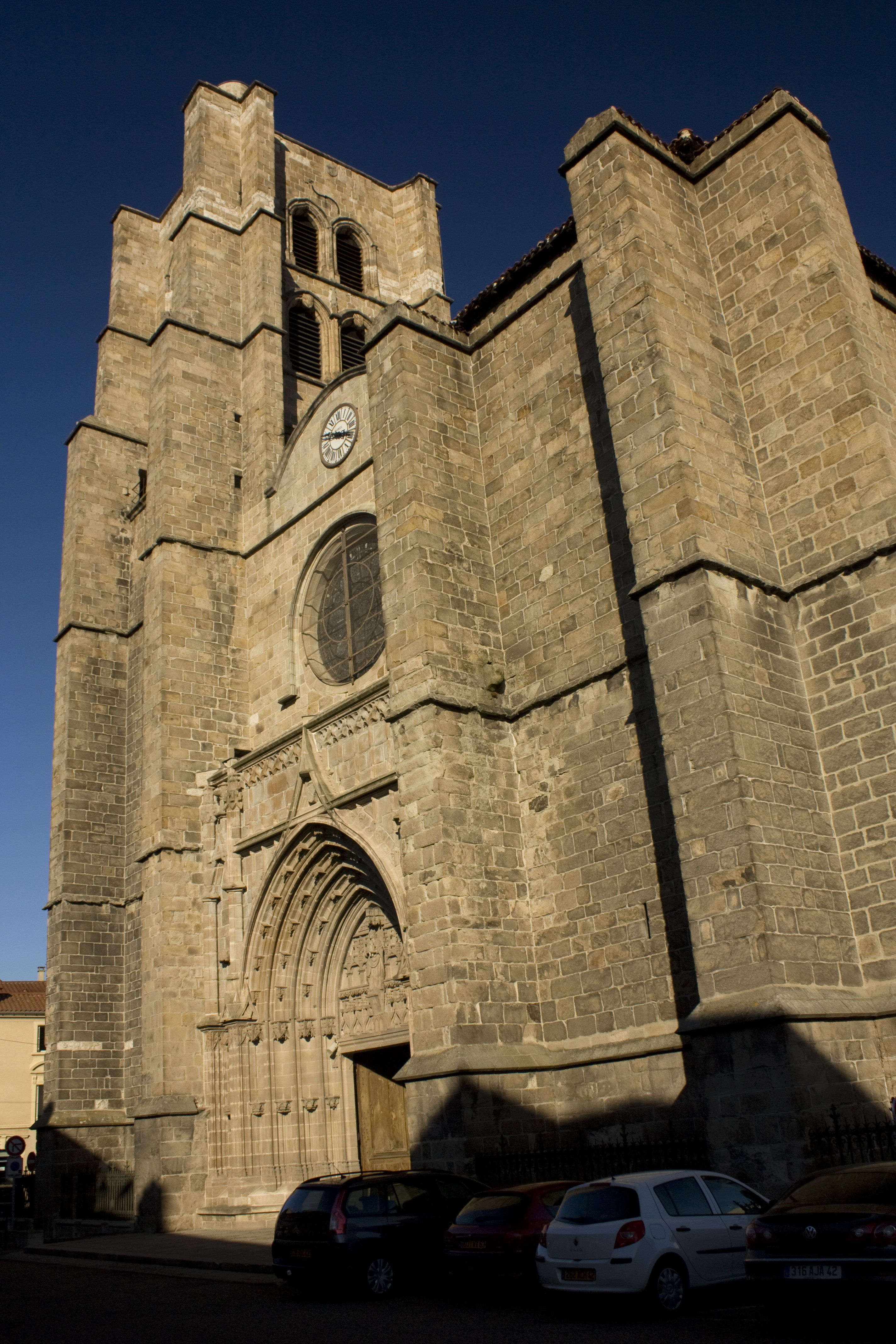
Collégiale de Montbrison.

## Armoiries
| Blason | Blasonnement : D'argent à la bande d'azur semée de fleurs de lys d'or, filet de gueules régnant sur le tout. Commentaires : Ces armoiries sont les mêmes que la Maison de Bourbon-Lavedan. |

## Postérité
À Andrézieux-Bouthéon, la rue du château de Bouthéon porte son nom.

## Sources et bibliographie
- Bouillet, Atlas universel d'histoire et de géographie, 1865
- Philippe de Commynes, Mémoires
- J.C. Frachette, le meurtre de Jean Berry, secrétaire du duc Jean II de Bourbon (1488), in Bulletin de la Diana, Tome XLV, no 2, p. 69-103, 1977
- Christophe Mathevot, Le Château de Bouthéon et les Bourbon, in colloque "Forez et Bourbon", La Diana, 2011
- Jean-Marie de La Mure, Histoire des Ducs de Bourbons et des Comtes du Forez, Tome II, 1675
- Amis du Vieux Bouthéon
- Marie-Lise Fieyre, Bâtards de princes. Identité, parenté et pouvoir des enfants naturels chez les Bourbons, (xive - milieu  xvie siècle), thèse de doctorat en histoire sous la direction de Didier Lett, université Paris VII, 2017
- Pascal Bois, Un seigneur de Roche-en-Régnier, le grand bâtard de Bourbon (1486-1505) : in Cahiers de la Haute-Loire 2022, Le Puy-en-Velay, Cahiers de la Haute-Loire, 2022.